# Elia Favilli
Elia Favilli (né le 31 janvier 1989 à Cecina, dans la province de Livourne, en Toscane) est un coureur cycliste italien.

## Biographie
Junior en 2007, Favilli obtient une médaille de bronze aux championnats du monde sur route juniors, complétant le podium derrière ses compatriotes Diego Ulissi et Daniele Ratto. À partir de là, il devient stagiaire dans l'équipe professionnelle ISD-Neri tout comme l'année suivante. Puis en 2011, il rejoint cette même équipe sous le nom de Farnese Vini-Neri Sottoli.
En 2013, il reprend la compétition en Australie lors du Tour Down Under.

## Palmarès

### Palmarès amateur
- 2007
  - 2e du championnat d'Italie sur route juniors
  -  Médaillé de bronze du championnat du monde sur route juniors
- 2008
  - 3e du Gran Premio Calvatone
- 2009
  - Trofeo Città di Venturina
  - Giro del Compitese
- 2010
  - Giro delle Due Province
  - Trofeo Petroli Firenze
  - Grand Prix de la ville de Vinci
  - 2e du Gran Premio La Torre
  - 2e du Gran Premio Montanino
  - 2e du Trophée de la ville de Brescia

### Palmarès professionnel
- 2011
  - 3e du Grand Prix de la côte étrusque
- 2012
  - 3e du Tour de la province de Reggio de Calabre
- 2013
  - 3e du Grand Prix Bruno Beghelli

## Résultats sur les grands tours

### Tour de France
1 participation
- 2013 : 128e

### Tour d'Italie
3 participations
- 2011 : 158e
- 2012 : non-partant (19e étape)
- 2015 : 104e

### Tour d'Espagne
1 participation
- 2014 : 109e

## Classements mondiaux
| Année            | 2009   | 2010 | 2011 | 2012 | 2013 | 2014 | 2015   |
| ---------------- | ------ | ---- | ---- | ---- | ---- | ---- | ------ |
| UCI Europe Tour  | 1 042e |      | 348e | 137e |      |      | 1 038e |
| UCI America Tour |        |      |      |      |      |      | 447e   |
| UCI Asia Tour    |        |      | 333e |      |      |      |        |